# DMX
厄尔·西蒙斯（英語：Earl Simmons，1970年12月18日—2021年4月9日），艺名DMX，美国殿堂级饒舌歌手、词曲作者、演员。西蒙斯1990年代进入饒舌界，1998年发行首张专辑《It's Dark and Hell Is Hot》，销量口碑双丰收，首周销量达25.1万张。第二张专辑《... And Then There Was X》于1999年发行，收录单曲〈Party Up (Up in Here)〉。2003年单曲〈Where the Hood At?〉和〈X Gon' Give It to Ya〉也获得不俗的商业成绩。他是第一位五度空降《公告牌》二百强专辑榜榜首的艺人，全球销量突破7400万。
DMX还参演过电影《黑道雙雄》、《致命罗密欧》、《以毒攻毒》、《致命摇篮》和《最後時黑》。2006年，他主演黑人娱乐电视台电视真人秀《DMX：说唱之魂》。2003年，个人回忆录《E.A.R.L.：DMX自传》（E.A.R.L.: The Autobiography of DMX）发表。

## 早年
1970年12月18日，厄尔·西蒙斯在纽约州弗農山出生（一说马里兰州巴尔的摩），是19岁的阿妮特·西蒙斯（Arnett Simmons）和18岁的乔·贝克（Joe Barker）的儿子，有姐姐波尼塔（Bonita），妹妹莎拉（Shayla），以及两个夭折的弟弟。父亲贝克是水彩画艺人，经常画街头风景，拿去集市上卖；后来他搬到费城，经常不在西蒙斯身边。
西蒙斯患有支气管哮喘，经常半夜睡觉无法呼吸而惊醒，要送到急诊室。家人信奉耶和华见证人，直至有一次他过马路的时候被车撞到。那次事故的一个月后，保险公司代表来到他家，希望达成和解。然而她的母亲拒绝收下1万美元的和解金，说耶和华见证人的教导他们要自力更生，不过当时该团体的教义未禁止诉讼或收受和解赔偿金。西蒙斯后来表示，如果母亲愿意收下，甚至可以因为自己的伤势索要更多。
西蒙斯的童年十分脱节，母亲经常毒打他，换的男朋友对他很差，牙齿被打掉，脸上出现淤青和伤痕。由于家里穷，他只能睡在地板上，夜晚蟑螂和老鼠从他身上爬过。他5岁时，一家人搬到纽约州揚克斯的卡尔卡尼奥家园。6岁时，由于不小心擦掉母亲笔记本上的东西，他被母亲用扫帚毒打，两颗牙齿被打掉。而在学校，西蒙斯也继承了母亲的坏脾气，曾把椅子抡向老师，又用铅笔刺伤一个孩子的脸。7岁，他被姨妈用伏特加灌醉。同年，他在市场偷蛋糕，被抓进监狱。有一年暑假，母亲把他锁在卧室里，只允许他去浴室。10岁，五年级的西蒙斯被学校开除后，送到朱莉娅·戴克曼·安德鲁斯儿童之家（Julia Dyckman Andrus Children's Home）住18个月。当时母亲只是说要去参观一下，之后就帮他报了名，所以西蒙斯一直认为母亲把他骗去那里，因为几个月后，他因为在里面纵火被逮捕，差点杀了他的同伙。
14岁，西蒙斯为了逃离母亲的虐待，开始在扬克斯街头流浪，晚上住在救世军的衣服回收箱里，和流浪犬作伴。母亲知道后，把他送到一处集体住宅，他因此结识到同住的其他纽约州学生，共同分享嘻哈音乐的爱好。朋友看完他的表演，鼓励他在老师的指导下创作音乐。回到家，西蒙斯遇到了当地的说唱歌手雷迪·罗恩（Ready Ron），对方非常欣赏他的人声口技能力，希望当他的搭档。西蒙斯给自己取了艺名DMX，出自他在男孩们的家中用过的鼓机Oberheim DMX，同时也有“Dark Man X”（坏人X）的含义。
在扬克斯中学新生那年，DMX是学校田径代表队跑得第二快的人。然而他经常翘课，学习成绩很差，要靠偷东西过活。他第一次得手是在扬克斯飞车偷窃一个装有1000美金的钱包，他用偷来的钱给自己的狗买了项圈和背带，还有一套添柏岚。到了年底，他上学只为了偷东西，每天会偷3个人，之后又改为偷车。

## 音乐生涯
1984年，14岁的DMX正式入行，为雷迪·罗恩做人生打击。因为偷狗数次入狱后，他开始自己写歌词，在当地的休闲中心为小孩子表演；1988年再因为偷车入狱，之后大部分空闲时间是在写歌词，和K-Solo一起说唱。
同年夏天，DMX刑满释放，开始制作和销售自己的混音带，兼为其他歌曲作曲，在街角兜售，帮助他在全纽约建立粉丝基础。1991年，获《The Source》介绍独立嘻哈歌手的专栏“独立新星”（Unsigned Hype）点名表扬。1992年，哥伦比亚唱片旗下的拉夫豪斯唱片签下DMX，发行了他的首支单曲〈Born Lose〉。第二支单曲〈Make a Move〉于1994年发行。他还客串杰斯、Ja Rule和麦克·杰罗尼莫的作品，1995年在麦克·杰罗尼莫首张专辑演唱经典地下说唱曲目〈Time to Build〉。
1996年9月至1998年1月，DMX开始录制个人首张专辑。当时他客串了Mase的单曲〈24 Hrs. to Live〉和〈Take What's Yours〉，The LOX的单曲〈Money, Power & Respect〉和LL Cool J的单曲〈4, 3, 2, 1〉，在独立说唱界引起剧烈反响。1998年2月，DMX发行加入大厂Def Jam唱片公司后的首支单曲〈Get at Me Dog〉，获RIAA金唱片认证。第一场大厂专辑《It's Dark and Hell Is Hot》于1998年5月发行，收录单曲〈Ruff Ryders' Anthem〉。专辑在美国登上《公告牌》二百强专辑榜，销量500多万。1998年12月，DMX第二张专辑《Flesh of My Flesh, Blood of My Blood》发行，再登上二百强榜榜首，获多铂金认证。1999年12月21日，第三张专辑《... And Then There Was X》发行，使他三进二百强榜榜首，其中热门单曲〈Party Up (Up in Here)〉是他在节奏布鲁斯榜的首支十强热单，获2001年格莱美奖最佳说唱个人表演提名，同时专辑获最佳说唱专辑提名。2000年，DMX客串魔数41〈Makes No Difference〉的音乐录影带。

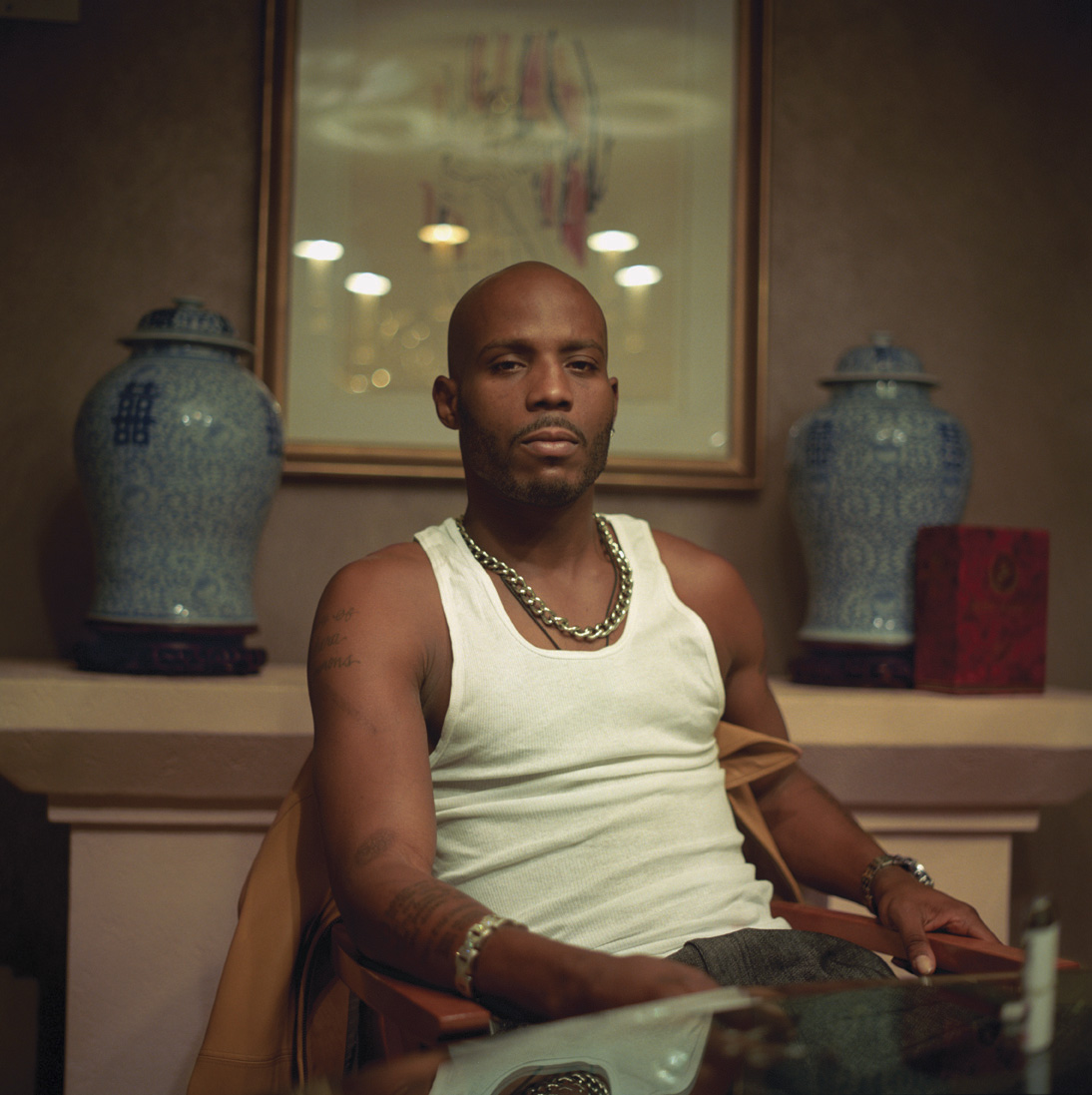
2001年

回归正途后，DMX的第四张专辑《經濟大蕭條》2001年10月23日发行，助他四登200强榜。尽管获得三重铂金认证，该专辑的销量和口碑却是他最差的一张。第五张专辑《超級大贏家》于2003年9月发行，依旧是200强冠军专辑，使得DMX成为史上首个连续五张专辑都获得冠军的艺人（是他全部作品）。专辑公布后，他曾一度隐退。
2006年1月，DMX签约哥伦比亚唱片。由于厂牌更换而数次跳票的专辑《好狗不擋路》终于在8月1日发行，但是销量遭遇滑铁卢，仅几百万份，错失公告牌榜单冠军位置。
2008年6月12日，Def Jam发行DMX金曲合辑《X級震撼精選》。另一张合辑《終極精選》于三年后发行。
2009年透露自己会去新泽西州泽西市布道，同时继续创作音乐。他完成了入狱前写过的一首福音音乐。MTV指他已处在半退休状态，潜心研究《圣经》，写布道文。
2011年10月11日，DMX在黑人娱乐电视嘻哈大奖上表演。他透露自己正在全力创作第七张专辑《Undisputed》。单曲〈Last Hope〉的MV于2011年9月24日公开，后来收入了2012年5月5日在数字平台发行的迷你专辑《The Weigh In》。
2012年底，第七艺术影业宣布收购DMX全部音乐作品，签约两张专辑。2011年12月25日在纽约桑托斯会所表演时，DMX透露新专辑《Undisputed》将于2012年3月26日发行。其后经过多次跳票，专辑于2012年9月11日正式发行，Swizz Beatz和J·R·罗腾参与制作，机关枪凯利客串。
2013年，DMX宣布开始创作第八张音乐专辑。合作制作人包括Swizz Beatz和Dame Grease。12月，取得护照的DMX在保加利亚和科索沃两地启动世界巡演。
2015年1月7日，第七艺术音乐宣布DMX的专辑《Redemption of the Beast》将于下个礼拜发行，但消息被DMX的好友兼长期合作者Swizz Beatz及经纪人确认为假消息。2015年1月13日，第七艺术音乐在未签订合同的情况下，擅自发行了该专辑。1月15日，DMX的兄弟兼经纪人蒙塔纳消息DMX不再签约第七艺术音乐，并就该公司未经同意发行专辑提起诉讼。Swizz Beatz宣布肯伊·威斯特和Dr. Dre有份参与创作。2016年漫威电影《惡棍英雄：死侍》及其预告片出现了DMX在2003年的歌曲〈X Gon' Give It to Ya〉。
2016年6月28日，DMX发行新歌〈Blood Red〉。
2017年1月11日，DMX发行Swizz Beats创作的新歌〈Bain Iz Back〉。
2019年9月20日，DMX时隔16年回归老东家Def Jam。

## 健康问题及逝世
西蒙斯14岁时在雷迪·罗恩教唆他吸食掺杂了毒品的大麻香后，便染上毒瘾，开始吸食霹雳可卡因。他也说自己是躁鬱症患者。
2002年、2017年和2019年，DMX三度进入戒毒中心，其中2019年的那次入住让他取消了演唱会。
2016年2月10日，西蒙斯在扬克斯华美达旅馆停车场不省人事。急救人员立即进行心肺复苏，并静脉注射了阿片类逆转药納洛酮。西蒙斯很快恢复意识，但处在半昏迷状态。西蒙斯不久后被送往医院，目击者表示他倒下前摄食某种药品，但警方未在现场发现违禁药。西蒙斯说那是哮喘药。

### 逝世

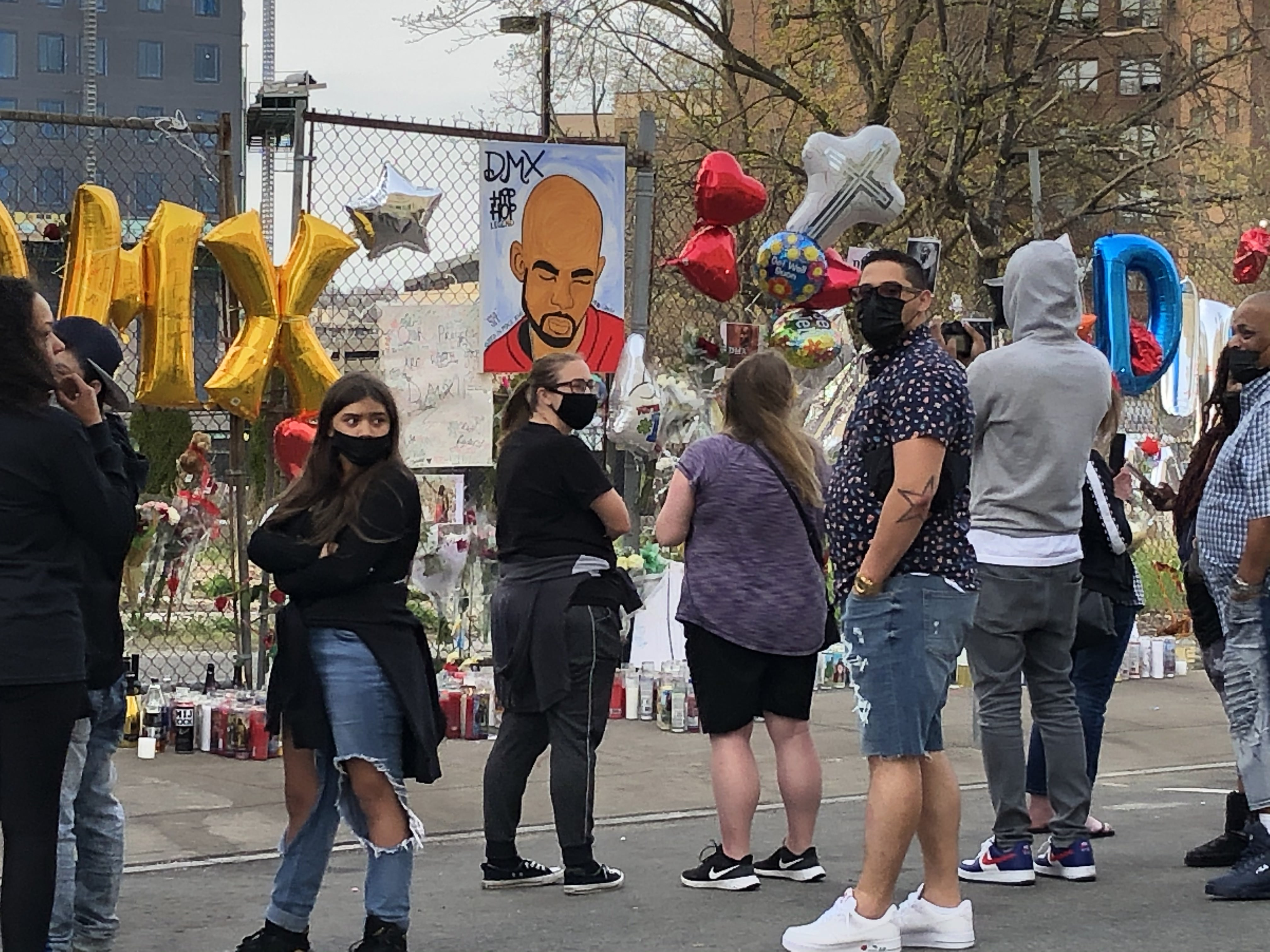
DMX的歌迷聚集在白原医院外。

2021年4月2日约晚上11点，西蒙斯因疑似在家中藥物過量出现心肌梗死，被紧急送往白原医院。次日，他的律师穆雷·里奇曼（Murray Richman）确认西蒙斯已需要借助仪器维持生命。当晚，西蒙斯出现脑缺氧，护理人员對其施行30分钟的心肺复苏。西蒙斯经纪人纳基亚·沃克（Nakia Walker）指他已经处于“植物人”状态，肺部及大脑功能丧失，脑部无活动。经纪人史蒂夫·里夫金德指西蒙斯处在昏睡状态，将会接受大脑功能检查，交由家人做决定。
2021年4月9日，西蒙斯被正式宣告死亡，享年50歲。
多位名人通过社交媒体悼念这位传奇人士，包括NFL球星托瑞·史密斯、NBA球星勒布朗·詹姆斯及沙奎尔·奥尼尔、曾有过合作的加布里埃尔·尤尼恩及李连杰，还有Swizz Beatz、歌手伊芙和梅西·埃利奧特。

## 个人生活
DMX信仰基督教，自称每天都读圣经，志向是在基督教教会当执事。2016年，他曾在亚利桑那州凤凰城的一间教堂布道。

### 家庭矛盾
DMX有9个女人有染，共育有15个孩子。1999年，他与儿时玩伴塔什拉·西蒙斯（Tashera Simmons）结婚，育有四个孩子，两人11年的婚姻于2010年7月他第一次入狱时破裂。不过两人仍保持关系，但2016年塔什拉指控他欠缴每月1万美元的抚养费。
在和塔什拉结婚期间，DMX又有过多段外遇，其中几个人怀有他的孩子。2012年，情妇帕特里夏·特雷霍（Patricia Terjo）起诉DMX未缴纳100万美元的子女抚养费，但案件于2013年和解。2004年，DMX不承认怀有马里兰州人莫妮克·韦恩（Monique Wayne）的儿子，被对方以诽谤兼未缴纳子女抚养费为由起诉。经过基因检测，孩子父亲确为DMX。2008年1月，DMX遵照法庭命令向韦恩支付150万美元，但法官于同年5月撤销了判决。

### 经济问题
DMX三次申请破产。其中一次是在2013年7月30日，理据是优先考虑抚养孩子，但被美国受托人计划质疑，于2013年11月11日被曼哈顿美国破产法庭驳回。

### 与拍档不和
1990年代，DMX结识后来的说唱歌手杰斯和Ja Rule，三人有过多次合作，还组建谋杀公司组合。然而该组合因为DMX和杰斯不和而拆伙。自之后DMX在采访中贬低了Ja Rule，指他抄袭成瘾，签名也是模仿他的“潦草”风格。DMX在2002年DJ Kay Slay的混音带中发布了戏谑曲〈They Want War〉，但Ja Rule从未直接回应。后来DMX有意在2005年获释后结束这场纷争，但两人到了2009年才在VH1的《嘻哈殿堂》中和解。
DMX同样与杰斯不和。据传两人的矛盾始于1990年代早期的一场说唱大战，导致DMX对Jay-Z的不屑一顾。DMX去世前，还在Instagram上表示希望和杰斯在《Verzuz》上再斗一场。

### 屡次入狱
DMX一生入狱30次，罪名包括抢劫、殴打、劫车、虐待动物、鲁莽驾驶、酒后驾车、无证驾驶、藏有毒品、违反缓刑规定、未支付子女抚养费、冒充联邦特勤人员及逃税。

## 作品
- 《It's Dark and Hell Is Hot（英语：It's Dark and Hell Is Hot）》（1998）
- 《Flesh of My Flesh, Blood of My Blood（英语：Flesh of My Flesh, Blood of My Blood）》（1998）
- 《... And Then There Was X（英语：... And Then There Was X）》（1999）
- 《經濟大蕭條（英语：The Great Depression (DMX album)）》（2001）
- 《超級大贏家（英语：Grand Champ）》（2003）
- 《好狗不擋路（英语：Year of the Dog... Again）》（2006）
- 《Undisputed（英语：Undisputed (DMX album)）》（2012）